# Jerihonske lubanje
Jerihonske lubanje je skupni naziv za gipsom rekonstruirane ljudske glave iz drevnog Levanta, koje su najprije pronađene u Jerihonu, današnja Palestina, iz oko 7000. i 6000. pr. Kr. Prve su pronađene slučajno prilikom iskapanja 1930-ih koje je vodio John Garstang. Danas se nalaze u brojnim muzejima u svijetu. Osim Jerihona, pronađene su u Ain Ghazalu i Ammanu u Jordanu, Beisamounu u Izraelu, te u Tell Ramadu u Siriji.

## Odlike
Većina ovih lubanja su bili odrasli muškarci, ali nekoliko ih je pripadalo ženama i djeci. To su prave ljudske lubanje, kojima je lice bilo rekonstruisano u obojenom gipsu s komadima morskih školjki umjesto očiju, a bojom su bile naslikane linije lica, kosa i brkovi. Vještina i preciznost modeliranja, blaga gradacija površina i osjećaj odnosa između kostiju i mesa su sami po sebi bili veliko postignuće. Što više, crte lica ne prikazuju tipiziran prikaz, nego svaka lubanja ima snažna individualna obilježja. To je jedini primjer krupne plastike koji nam je poznat između razdoblja mlađeg paleolitika i najstarijih spomenika mezopotamijske umjetnosti. Ove glave su prvi nagoveštaj portretne tradicije u povijesti umjetnosti koja će se nastaviti se do pada Rimskog carstva. 
Za razliku od paleolitičke umjetnosti, koja se razvila iz percepcije slučajnih slika, jerihonske lubanje imaju svrhu, ne da stvaraju život već da ga nastave poslije smrti zamenjujući prolazno tijelo trajnijim materijalom („kult mrtvih”, tj. „kult predaka”). Pretpostavlja se kako su glave bile postavljane na površinu, dok su tijela sahranjivana ispod kućnog poda, a najvjerojatnije su pripadale poštovanim predcima. Jerihonske lubanje pretpostavljaju kako je neolitski čovjek vjerovao u duh ili dušu, čije je sjedište bilo u glavi i koja je mogla da nadživi tijelo te da zadrži moć nad sudbinom svojih potomaka, te ga je trebalo umiriti i držati u milosti. Sačuvane glave bile su klopke za duhove koje su trebale zadržati u njihovom prvobitnom boravištu. One u vidljivom obliku običaja obiteljskog ili plemenskog kontinuiteta razdvajaju sjedelački život od lutalačke egzistencije lovaca-sakupljača.
- Lubanja iz Beisamouna u muzeju Moshe Stekelis

## Poveznice
- Neolitička umjetnost
- Animizam